# Гранерос (департамент)
Департамент Гранерос  (исп. Departamento de Graneros) — департамент в Аргентине в составе провинции Тукуман.
Территория — 1678 км². Население — 13,1 тыс.человек. Плотность населения — 7,8 чел./км².
Административный центр — Гранерос.

## География
Департамент расположен на юге провинции Тукуман.
Департамент граничит:
- на севере — с департаментом Симоса
- на востоке — с провинцией Сантьяго-дель-Эстеро
- на юге — с провинцией Катамарка
- на западе — с департаментами Хуан-Баутиста-Альберди и Ла-Коча

## Административное деление
Департамент включает 3 муниципалитета:
- Гранерос
- Ламадрид
- Тако-Рало

## Важнейшие населенные пункты[3]
| № | Населённый пункт | Населённый пункт (исп.) | Категория | Население чел. (2010) | На карте                        |
| - | ---------------- | ----------------------- | --------- | --------------------- | ------------------------------- |
| 1 | Гранерос         | Graneros                | город     | 2375                  | 27°38′51″ ю. ш. 65°26′25″ з. д. |
| 2 | Ламадрид         | Lamadrid                | город     | 2841                  | 27°38′44″ ю. ш. 65°14′51″ з. д. |
| 3 | Тако-Рало        | Taco Ralo               | поселок   | 1241                  | 27°50′12″ ю. ш. 65°11′43″ з. д. |